# Premis Blue Ribbon
Els Premis Blue Ribbon (ブルーリボン賞, Burū Ribon Shō) són premis específics de pel·lícules atorgats únicament per crítics i escriptors de cinema a Tòquio, Japó.
Els premis van ser establerts l'any 1950 per L'Associació de Periodistes de Cinema de Tòquio (東京映画記者会, Tōkyō Eiga Kishakai) que està compost per corresponsals de cinema de set diaris esportius de Tòquio. El 1961, els sis principals diaris japonesos (Yomiuri Shimbun, Asahi Shimbun, Mainichi Shimbun, Sankei Shimbun, Tokyo Shimbun i Nihon Keizai Shinbun), així com la Japanese Associated Press van retirar el seu suport als premis Blue Ribbon i van establir els Premis de l'Associació de Periodistes de Cinema Japonès (日本映画記者会賞, Nihon Eiga Kishakai Shō), (que es van celebrar només sis vegades). El 1967, els premis van ser cancel·lats com a resultat de l'escàndal Black Mist. L'any 1975 es van recuperar els premis, i han continuat fins als nostres dies. La cerimònia anual de lliurament del premi se celebra a diversos llocs de Tòquio cada febrer.
Tot i que el premi no és molt aclamat a nivell internacional, els Blue Ribbon Awards s'han convertit en un dels premis nacionals de cinema més prestigiosos del Japó, juntament amb els Premis Kinema Junpo (キネマ旬報賞, Kinema Junpō Shō) i els Premis de Cinema Mainichi (毎日映画コンクール, Mainichi Eiga Konkūru). Guanyar un d'aquests premis es considera un gran honor.
A més, les pel·lícules guanyadores tenen tendència a rebre grans distincions en altres festivals de cinema d'arreu del món. Les nominacions aclamades recentment inclouen pel·lícules com Dare mo Shiranai (2004), El crepuscle del samurai (2002), El viatge de Chihiro (2001), i Battle Royale (2001).

## Categories
Hi ha les següents categories:
- Millor pel·lícula
- Millor Actor
- Millor actriu
- Millor actor secundari
- Millor actriu de repartiment
- Millor director
- Millor pel·lícula estrangera
- Millor nouvingut
- Millor guió
- Millor fotografia
- Premi especial